# Méthode d'alto (Bruni)

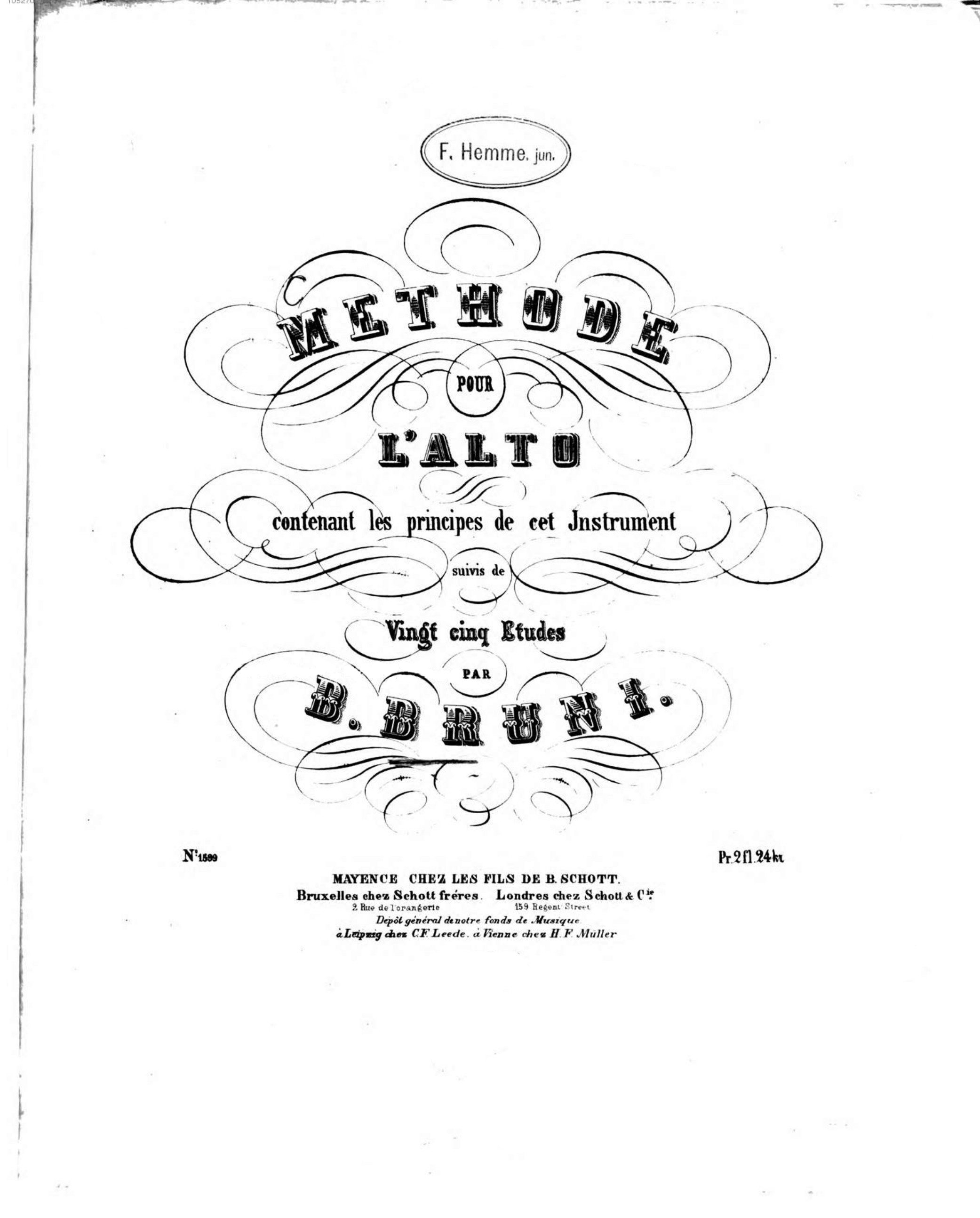
Frontespizio dell'edizione Schott (c. 1820).

Il Methode pour l'Alto contenant les principes de cet instrument, suivis de vingt cinq Etudes è un trattato didattico per viola pubblicato da Antonio Bartolomeo Bruni. La prima edizione nota è stata pubblicata nel 1805 a Parigi dall'editore Cotelle.
Il metodo è diviso in due parti, come altri metodi dell'epoca. Bruni sorvola sulle nozioni teoriche e pratiche di base, demandandole a metodi più elementari e supponendo che il lettore sia già un esperto violinista, ma propone esercizi per la lettura in chiave di contralto. Sul timbro dello strumento, Bruni raccomanda di evitare l'uso delle corde vuote, particolarmente la prima, ritenendo il timbro troppo nasale. Questa è una opinione che si è affermata nell'Ottocento, anche per il violino (le cui corde vuote erano ritenute di timbro troppo tagliente, specialmente la prima) ed è legata anche al fatto che gli strumenti in uso all'epoca erano soprattutto viole piccole e spesso di cattiva qualità, suonate da musicisti poco specializzati.
La prima parte contiene tredici brevi lezioni che presentano problemi e questioni di diteggiatura e doppie corde, fino alla terza posizione. È seguita da 25 studi per viola, che costituiscono la seconda parte, la cui difficoltà non è alla portata dei principianti totali ed è poco inferiore a quella di Mazas. Si tratta di studi di varia lunghezza (due sono temi con variazioni) che presentano vari problemi di arco (staccato, arpeggiato, détaché), diteggiature e uso delle doppie corde, fino alla terza posizione.
Il metodo di Bruni è stato ripubblicato ininterrottamente in seguito ed è uno dei più usati e di maggior successo tra i metodi per viola di inizio Ottocento, e i 25 studi sono rimasti nell'uso comune nella didattica violistica.
I 25 studi per viola di Bruni sono stati incisi per la prima volta da Marco Misciagna nel 2024.